# Cosmarium furcatospermum
Cosmarium furcatospermum  là một loài Song tinh tảo trong họ Desmidiaceae, thuộc chi Cosmarium.